# كريستوفر إريكسون
كريستوفر اريكسون (بالسويدية: Kristoffer Ericson)‏ هو مبرمج سويدي، ولد في 23 أكتوبر 1978 في Eksjö ‏ في السويد.